# Comuna de Kazimierz Dolny
Kazimierz Dolny (polaco: Gmina Kazimierz Dolny) é uma gminy (comuna) na Polónia, na voivodia de Lublin e no condado de Puławski.
De acordo com os censos de 2004, a comuna tem 7060 habitantes, com uma densidade 97,4 hab/km².

## Área
Estende-se por uma área de 72,49 km², incluindo:
- área agricola: 62%
- área florestal: 27%

## Demografia
Dados de 30 de Junho 2004:
|                      | Total   | Total | Mulheres | Mulheres | Homens  | Homens |
| -------------------- | ------- | ----- | -------- | -------- | ------- | ------ |
|                      | pessoas | %     | pessoas  | %        | pessoas | %      |
| População            | 7060    | 100   | 3635     | 51,5     | 3425    | 48,5   |
| Densidade (pop./km²) | 97,4    | 100   | 50,1     | 50,1     | 47,2    | 47,2   |

De acordo com dados de 2002, o rendimento médio per capita ascendia a 1725,31 zł.

## Comunas vizinhas
- Karczmiska, Końskowola, Janowiec, Puławy, Wąwolnica, Wilków